# Musée de l'Ancien Orient
Le musée de l'Ancien Orient (古代オリエント博物館, Kodai oriento hakubutsukan) est un petit musée privé de Tokyo, consacré aux objets du Proche-Orient et de l'Asie centrale. Il possède une collection d'art gréco-bouddhique de Gandhâra et plusieurs pièces relatives à l'art de Palmyre et de la Perse.
Le musée est situé dans le complexe de Sunshine City à Ikebukuro, au septième étage du centre culturel (文化会館).

## Galerie

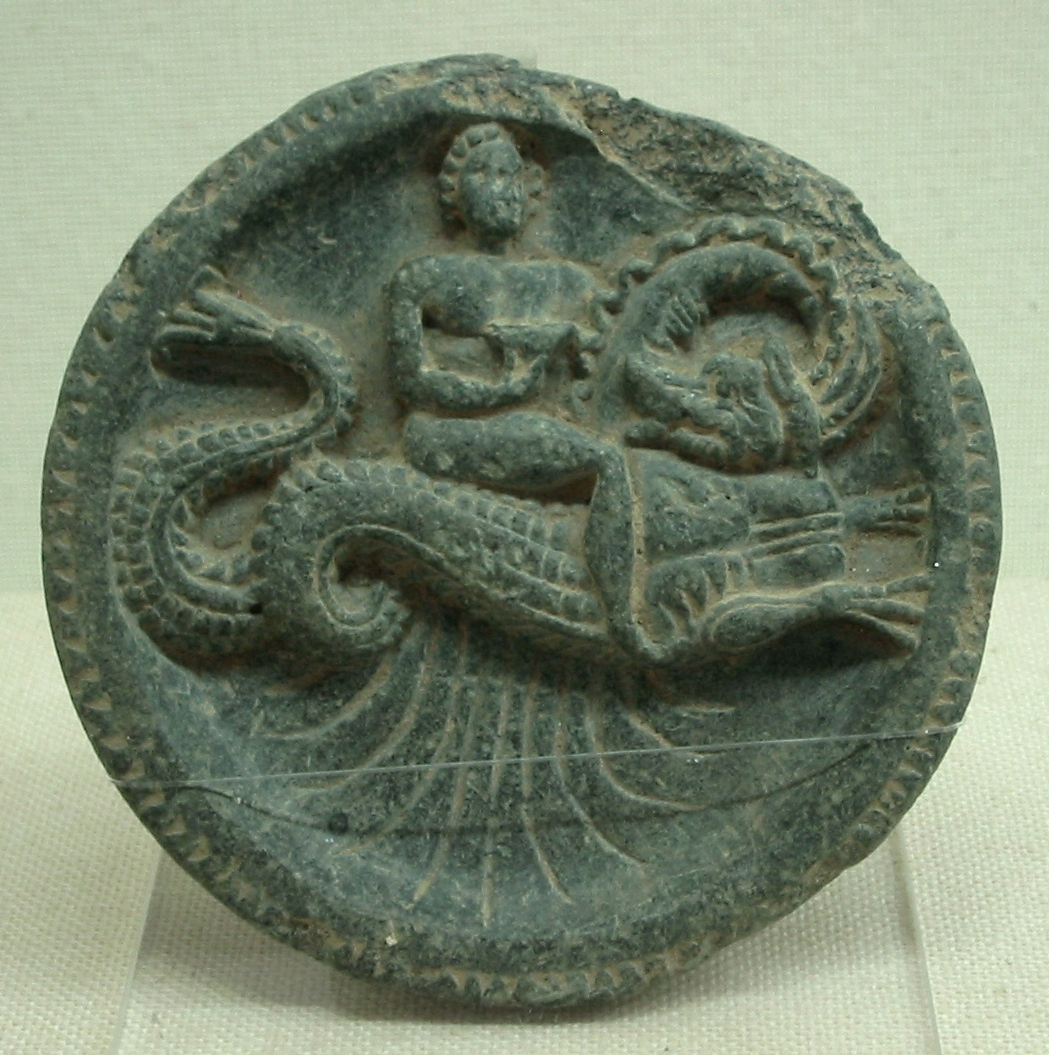
Tablette en pierre de Gandhara.
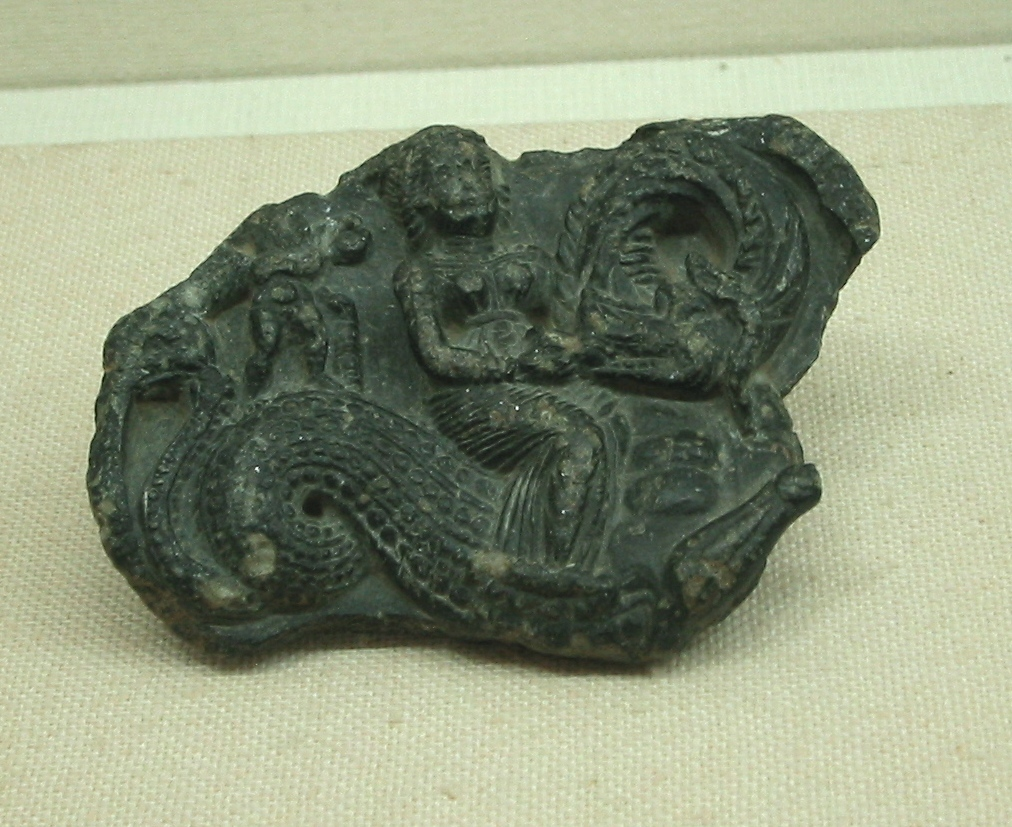
Fragment d'une tablette en pierre de Gandhara.
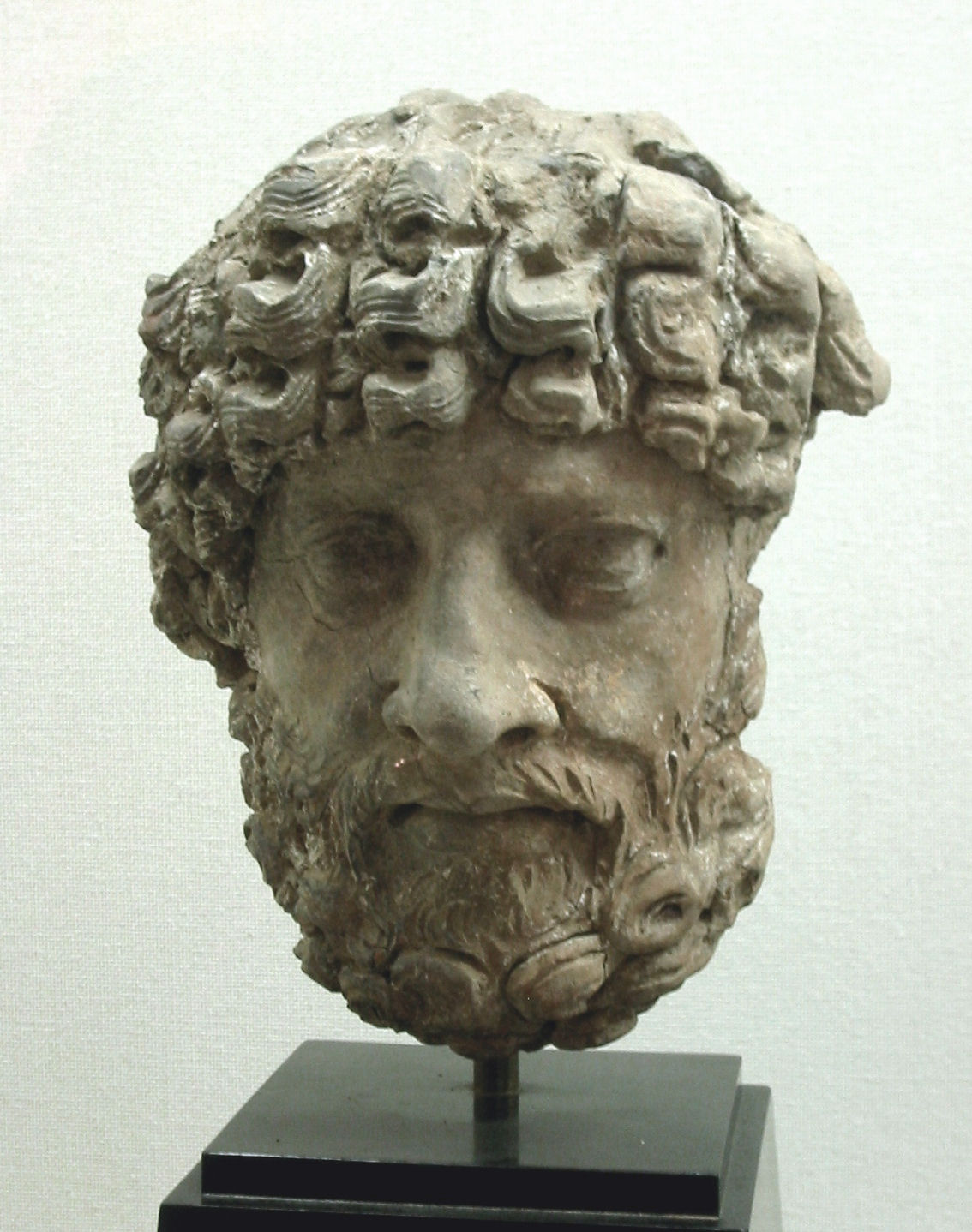
Poséidon de Gandhara.
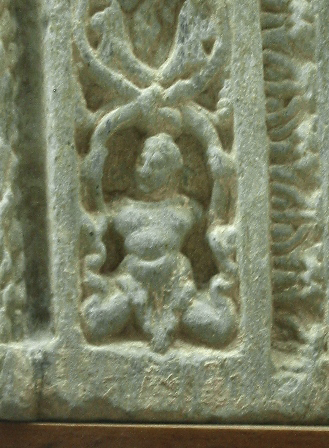
Triton de Gandhara.
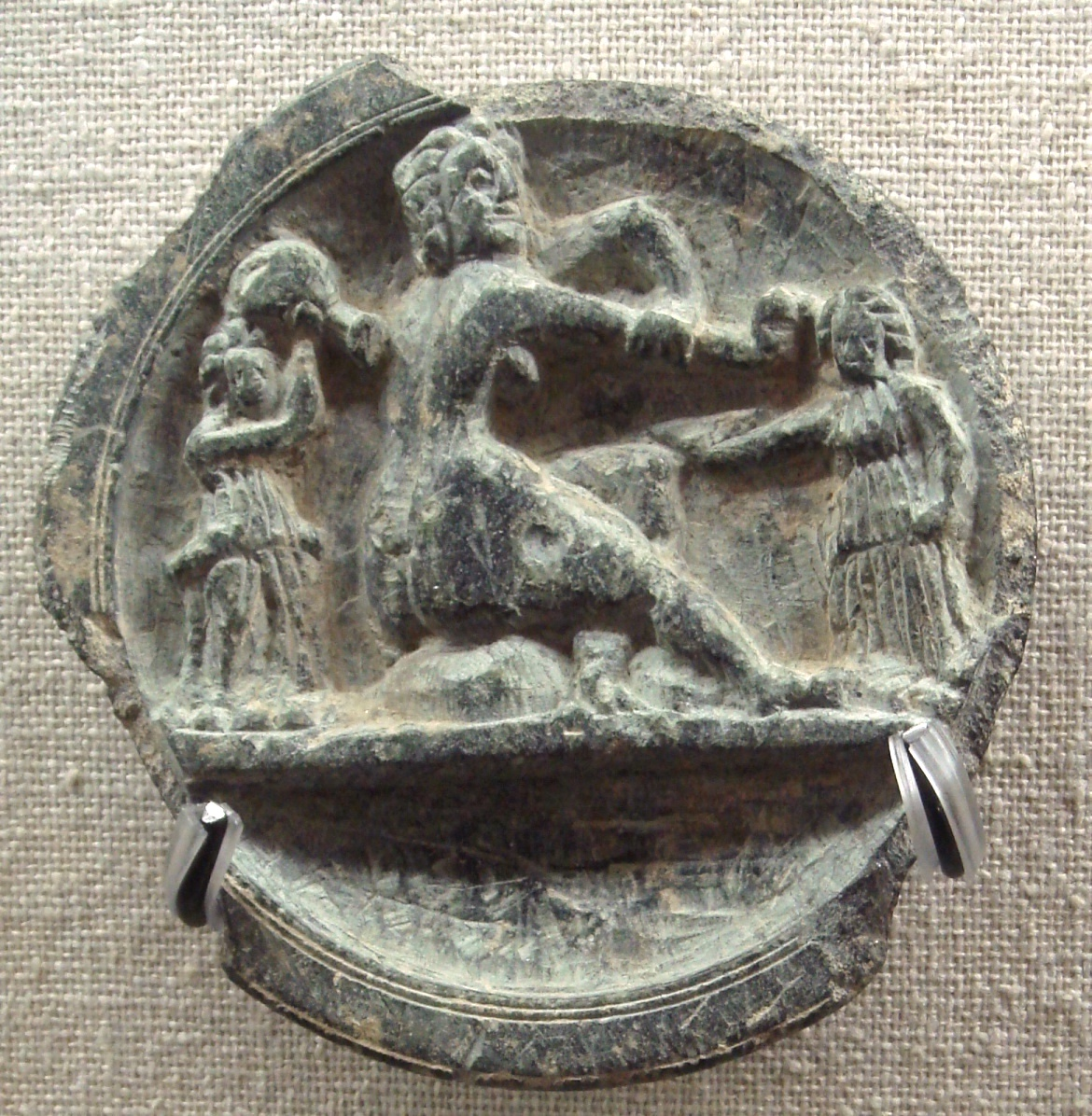
Aphrodite au bain.
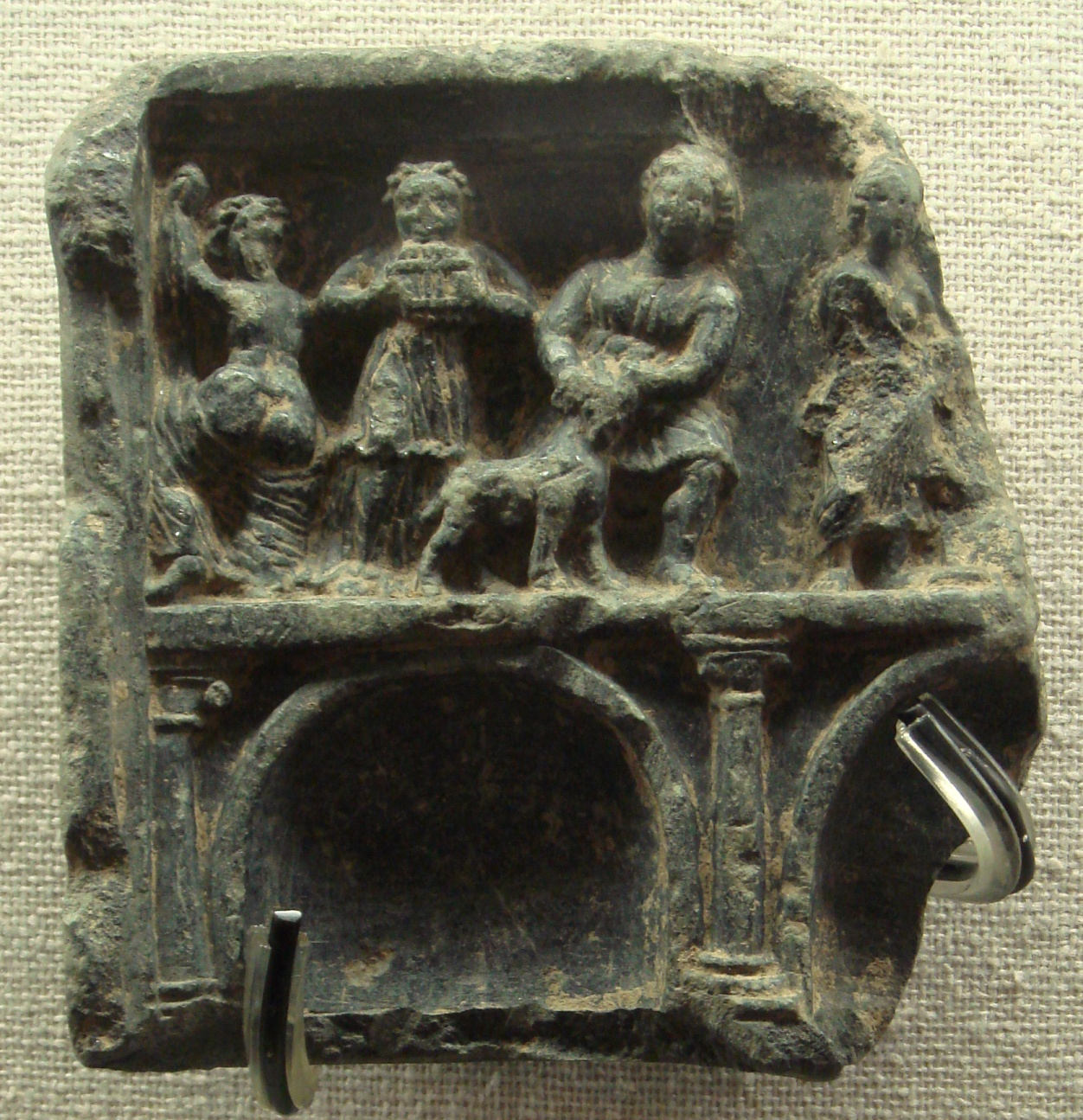
Festivités indo-grecques.
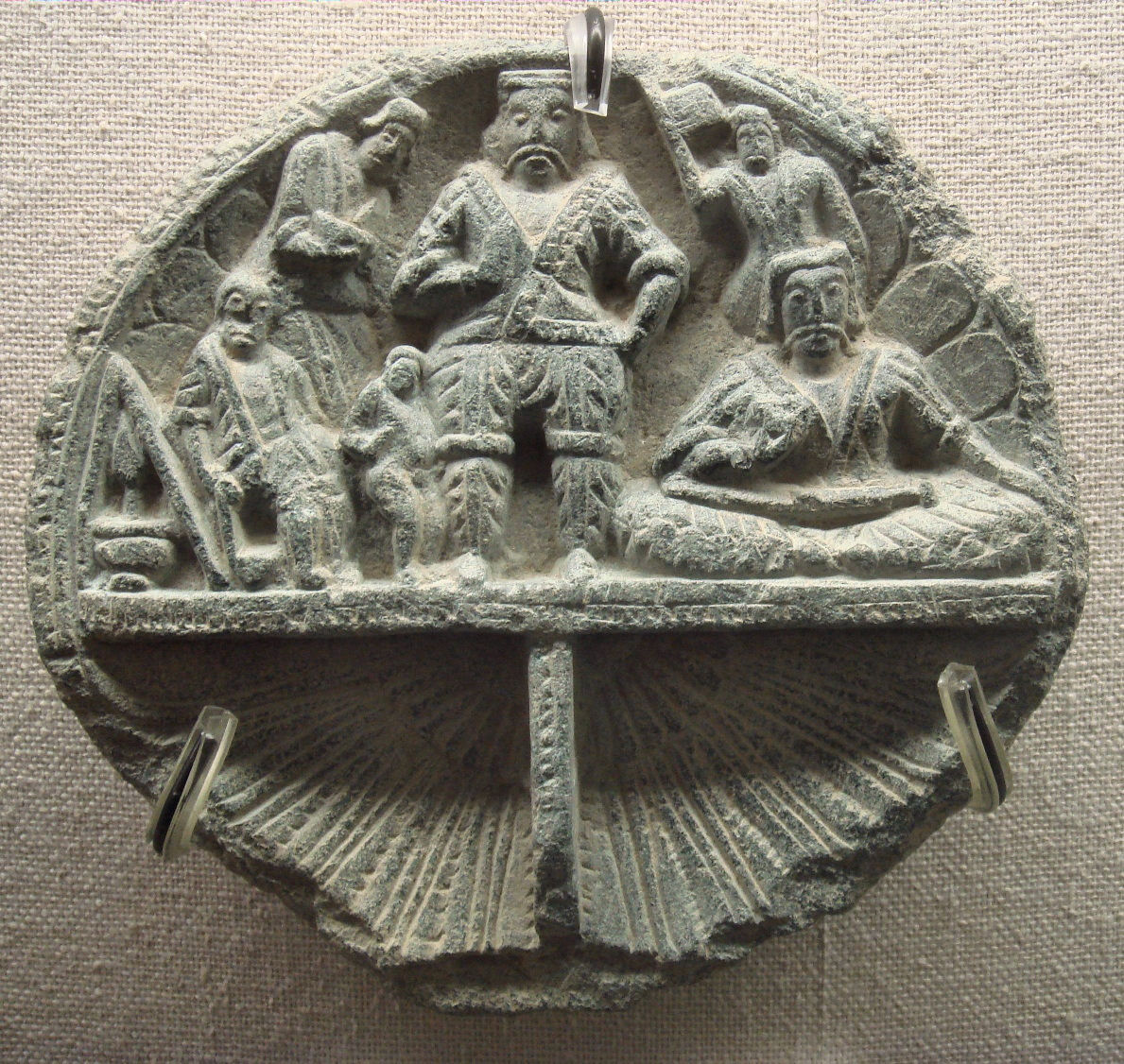
Roi indo-parthe et serviteurs.
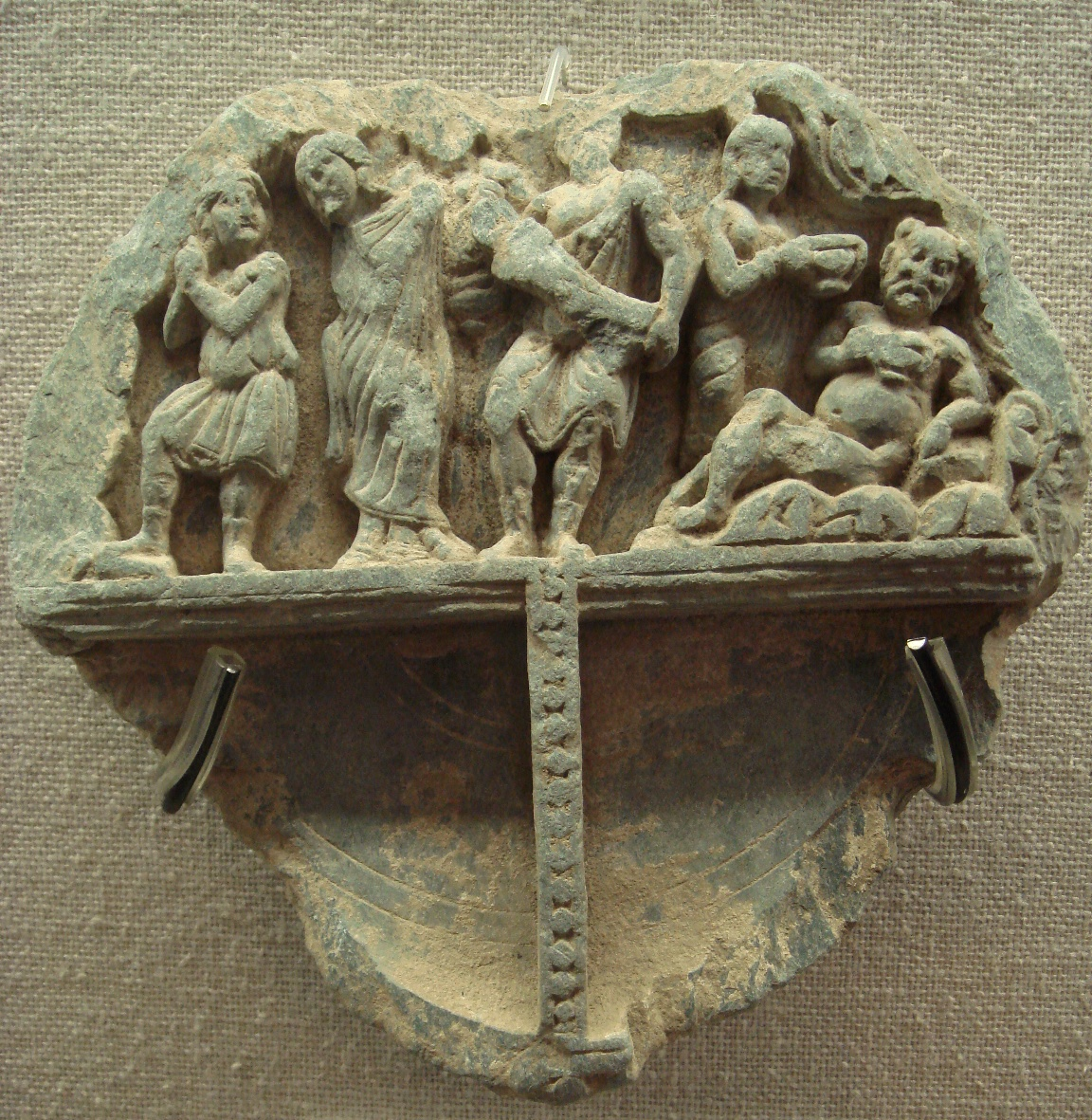
Beuverie indo-grecque.
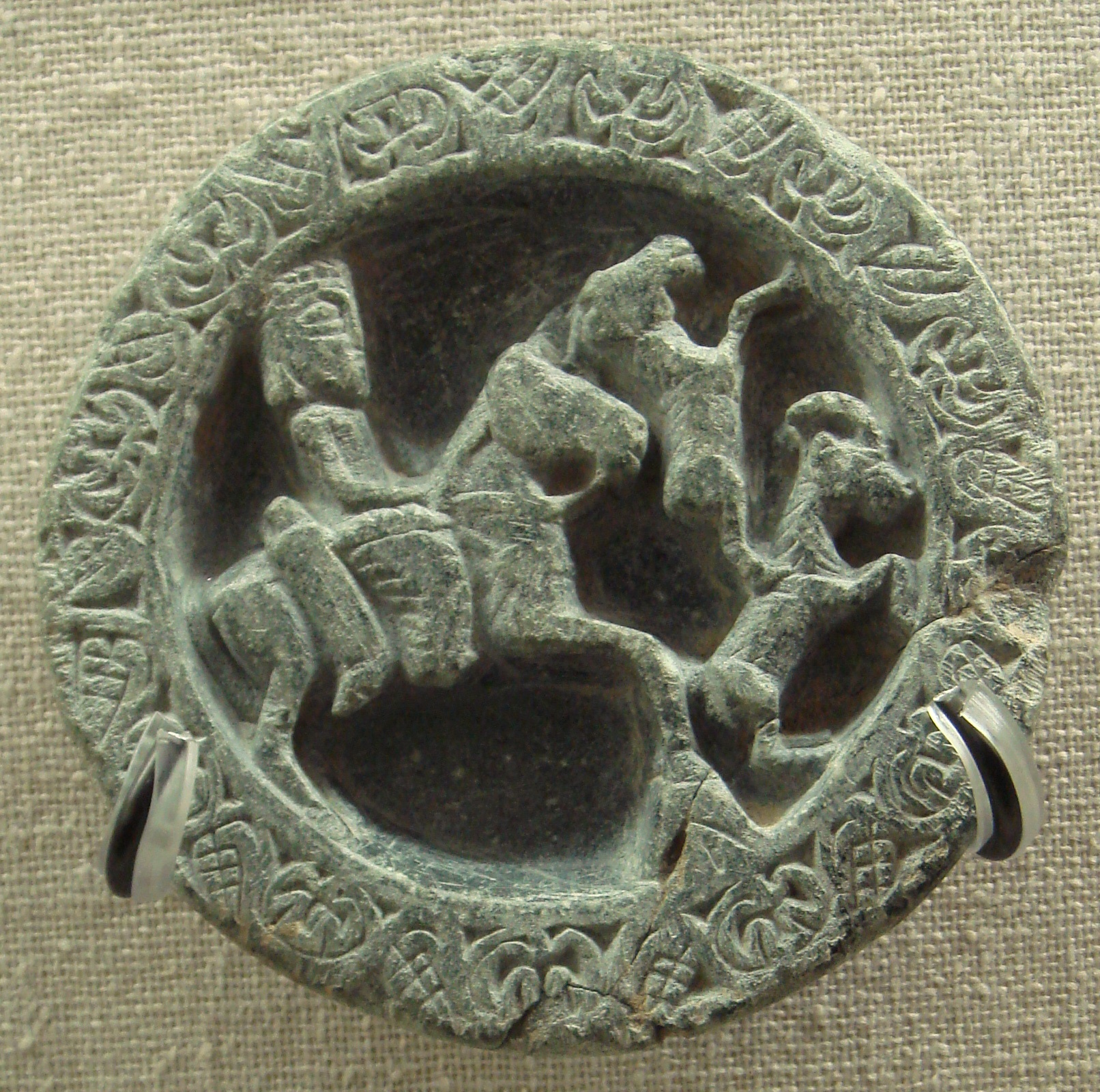
Chasseur indo-parthe.
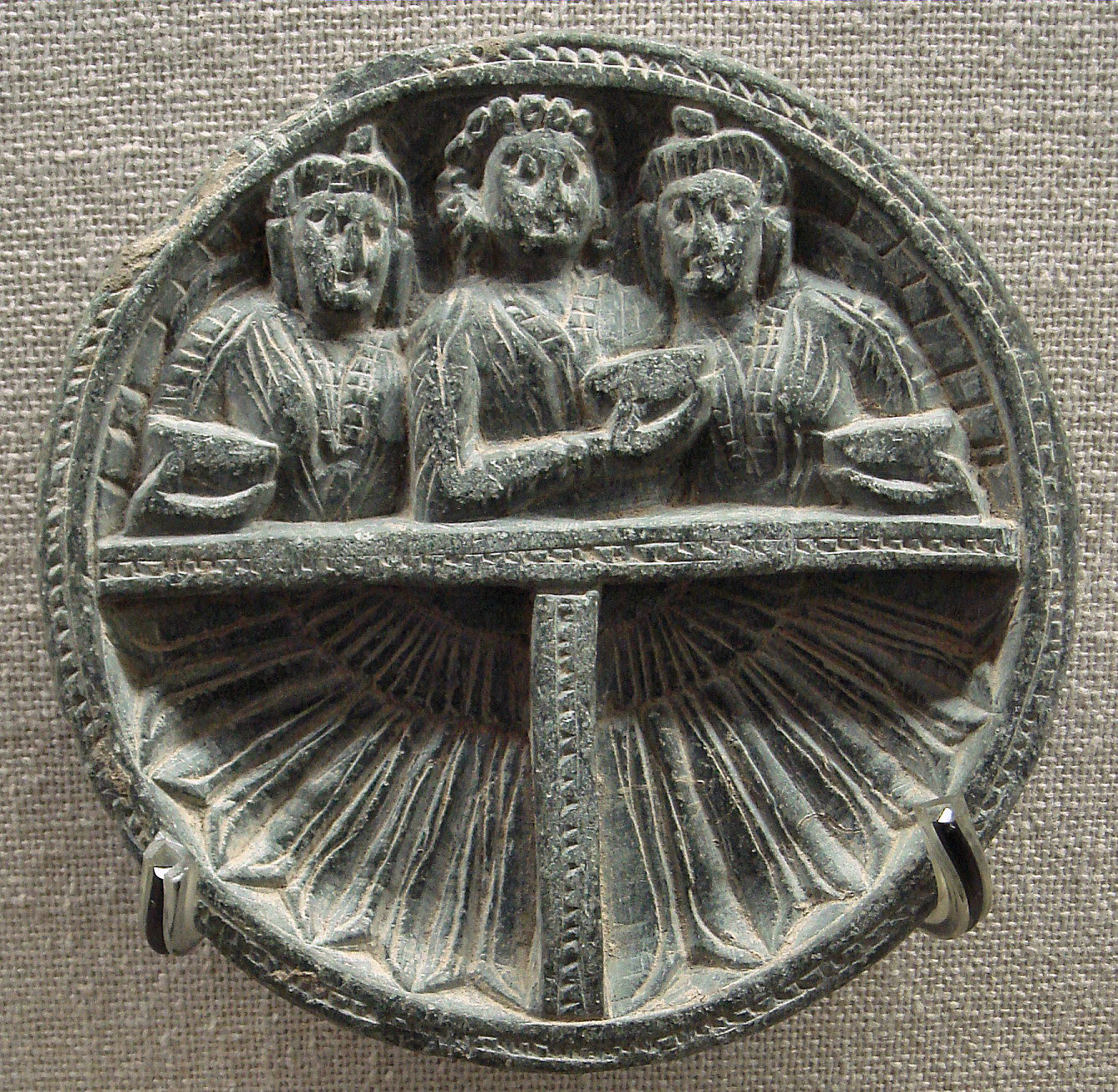
Fêtards indo-parthes.
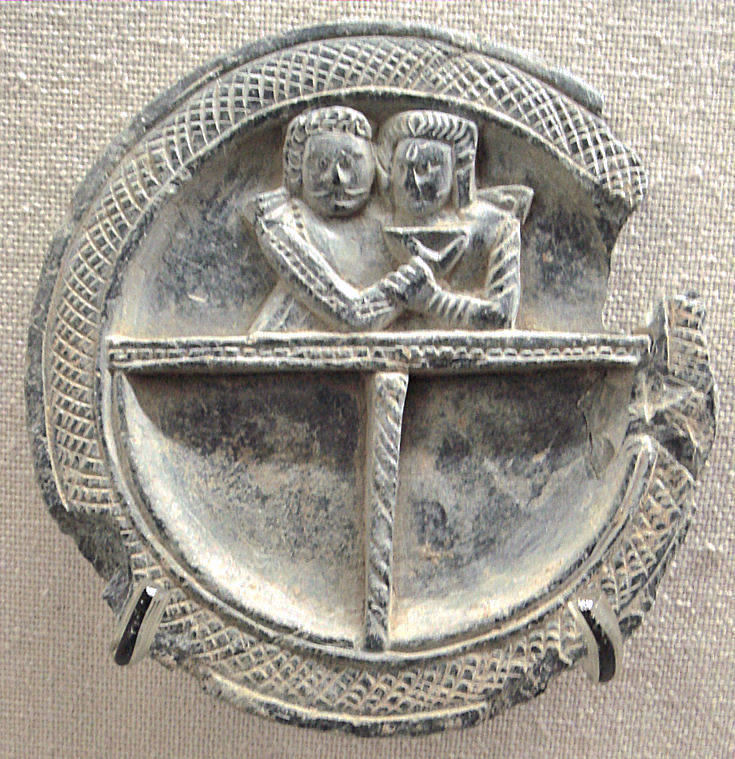
Couple indo-parthe.
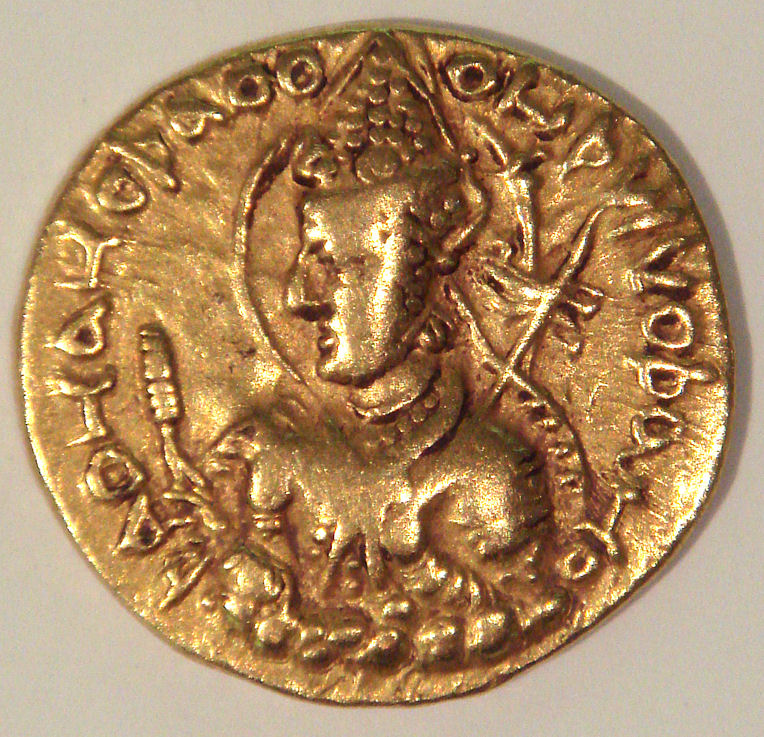
Pièce de Huvishka.
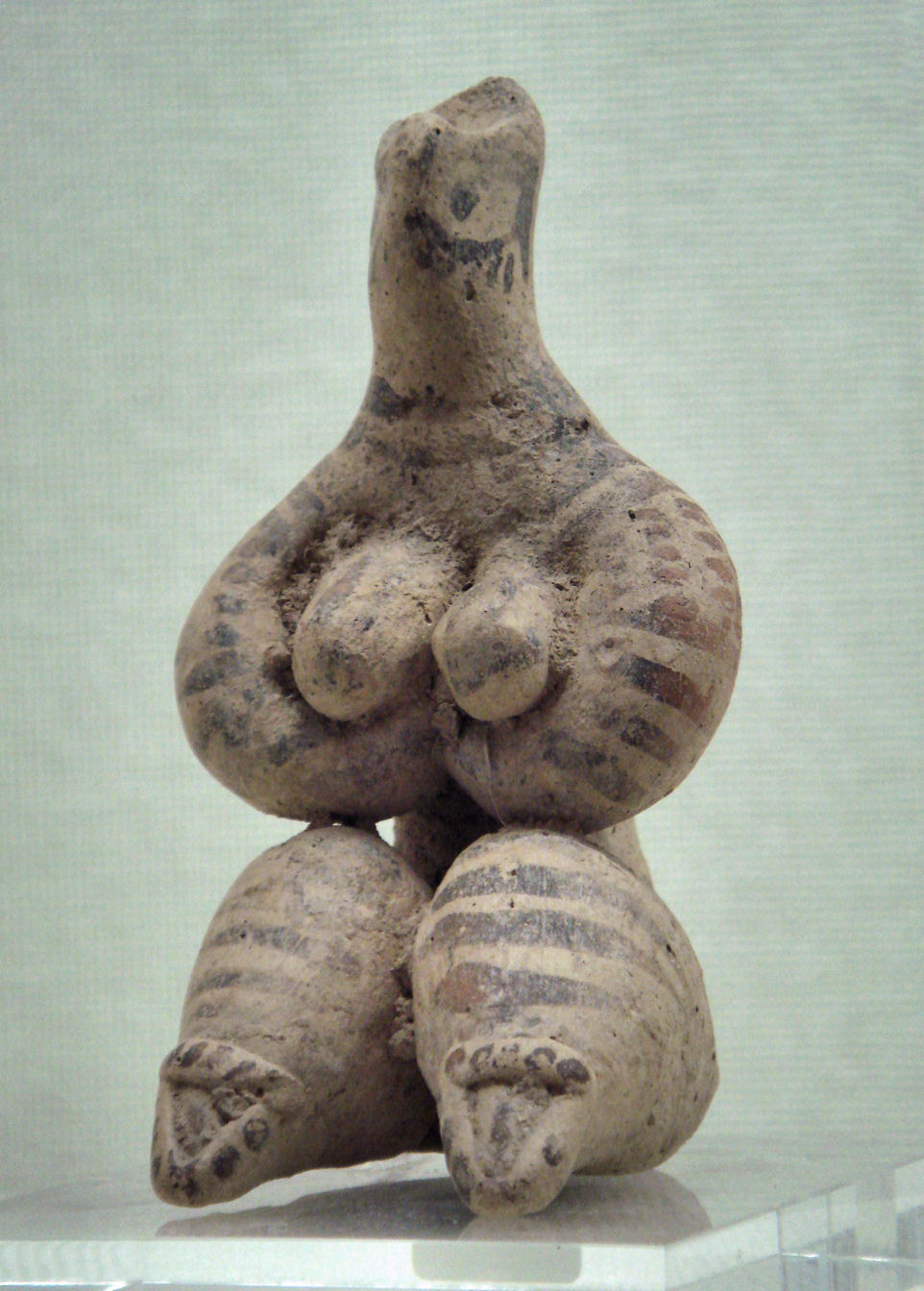
Figurine femelle, Syrie, 5000 BCE.